# Sven Lindqvist
Sven Lindqvist (Stoccolma, 28 aprile 1932 – Stoccolma, 14 maggio 2019) è stato uno scrittore svedese.
Noto in tutto il mondo per i suoi libri su Cina, America Latina e Africa.
Dal suo debutto letterario nel 1955, ha pubblicato oltre 25 libri tra saggi, libri di viaggio, reportage.

## Lavori
- Nu dog du - Bombernas århundrade (1999) (tradotto in italia con il titolo "SEI MORTO! - Il secolo delle bombe - Labirinto con 22 ingressi e nessuna uscita - Storie del Novecento sull'inutilità e la crudeltà dei bombardamenti ").
- Terra di nessuno: Dalla prima occupazione britannica al giorni nostri: viaggio nella terra australiana occupata dai bianchi.
- Diversi: Uomini, donne e idee contro il concetto di razza 1759-1900.
- Sterminate quelle bestie
- Nei deserti
- Il sogno del corpo: Cultura e culturismo